# Gyenge Valéria
Gyenge Valéria, Garai Jánosné (Budapest, 1933. április 3. –) olimpiai és Európa-bajnok magyar úszónő, fotóművész, író. Az 1952. évi nyári olimpiai játékokon aranyérmet nyert 400 méteres gyorsúszásban.

## Sportpályafutása
1947-től az Munkás Testedző Egyesület, 1948-tól a Neményi Madisz, 1949-től a Budapesti Lokomotív, majd 1955-től a Budapesti Törekvés úszója volt. 1950-től 1956-ig szerepelt a magyar válogatottban. Tanítványa volt a korszak egyik legeredményesebb úszóedzőjének, Sárosi Imrének. Az 1952. évi nyári olimpiai játékokon úgy nyert aranyérmet 400 méteres gyorsúszásban, hogy előtte egyetlen egyéni uszodai számban sem nyert országos bajnokságot. Később egyéni számban hat, váltóban nyolc magyar bajnoki címet szerzett. Egyéni számban hétszer, váltóban kétszer javított országos csúcsot. 1953-ban 800 méteres gyorsúszásban világrekordot (10:42,4) úszott. Ugyanebben az évben a Hunyadfi Magda, Killermann Klára, Székely Éva, Gyenge Valéria összeállítású váltó tagjaként kétszer javította meg a 4 × 100 méteres vegyesúszás világrekordját (5:10,8 és 5:09,2). Részt vett az 1956. évi nyári olimpiai játékokon. Az olimpia után nem tért haza, Kanadában telepedett le. A torontói ETO Bicoke sportklub tagjaként kanadai csúcsot úszott, de az aktív sportolással rövidesen felhagyott. 1963 és 1965 között az ETO Bicoke úszóedzője volt.

## Sporteredményei
- olimpiai bajnok:
  - 1952, Helsinki: 400 m gyors (5:12,1)
- Európa-bajnok
  - 1954, Torino: 4 × 100 m gyorsváltó (4:30,2 – Sebő Ágota, Szőke Katalin, Temes Judit)
- Európa-bajnoki 2. helyezett:
  - 1954, Torino: 400 m gyors (5:16,3)
- kétszeres főiskolai világbajnok 
  - 1951, Berlin: 
    - 400 m gyors (5:17)
    - 4 × 100 m gyorsváltó (4:18,1 – Novák Éva, Székely Éva, Temes Judit)
- kétszeres főiskolai világbajnoki 2. helyezett:
  - 1951, Berlin:
    - 100 m pillangó (1:24,5)
    - 200 m pillangó (3:14,5)
- tizenhétszeres magyar bajnok

## Rekordjai
100 m gyors
- 1:04,8 (1956. július 6., Budapest) országos csúcs

200 m gyors
- 2:27,2 (1953. július 12., Budapest) országos csúcs
- 2:25,4 (1956. május 20., Budapest) országos csúcs

400 m gyors
- 5:12,1 (1952. augusztus 1., Helsinki) Olimpiai és ifjúsági országos csúcs
- 5:08,6 (1953. június 20., Budapest) országos csúcs
- 5:06,5 (1955. szeptember 3., Budapest) országos csúcs

800 m gyors
- 10:42,4 (1953. június 28., Budapest) világcsúcs

1500 m gyors
- 20:58,5 (1954. május 2., Budapest) országos csúcs

100 m pillangó
- 1:21,6 (1952.) ifjúsági országos csúcs

200 m pillangó
- 3:01,7 (1952. augusztus 5.) ifjúsági országos csúcs

4 × 100 m vegyes
- 5:10,8 (1953. július 24., Budapest) világcsúcs
- 5:09,2 (1953. augusztus 10., Bukarest) világcsúcs

## Fotóművészi és írói pályafutása
1950-től 1956-ig a MÁV fotóosztályának munkatársaként ismerkedett meg a fényképezéssel.
Kanadában részt vett a New York-i székhelyű School of Photography szervezésében egy négyéves távoktatói programon, majd Torontóban Real Image Photography Ltd. néven fotócéget alapított. Első fotóalbuma Hangulatok és fények címmel 1979-ben jelent meg Torontóban. Kiállításai voltak Torontóban, Sydneyben, Párizsban, Los Angelesben, Ottawában és Budapesten. 1989-ben megjelent Hazám című fotókönyve Illyés Gyula verseivel. 1998-ban jelent meg első regénye Két asszony élete címmel. 2000-ben készült el Ígéret című regénye, ugyanebben az évben Ígéret és valóság címmel fotókiállítása volt Budapesten.

## Családja
Férje Garai János úszó. Két lánya közül az egyik kanadai válogatott úszó volt. Tartalékként nevezték a montreali olimpiára. Másik gyermeke, Soo Garay színésznő lett.

## Díjai, elismerései
- A Magyar Népköztársaság Érdemes Sportolója (1954)[2]
- A Magyar Népköztársaság Kiváló Sportolója (1955)[3]
- Úszó Hírességek Csarnoka tagja (1978)
- Magyar Örökség díj (2000)
- A magyar úszósport hírességek csarnokának tagja (2018)[4]